# 假面騎士 永遠的平成世代
《假面騎士平成世代 Forever》（日语：仮面ライダー平成ジェネレーションズForever），是日本特攝節目《假面騎士Build》和《假面騎士ZI-O》聯動劇場版，日本於2018年12月22日上映，香港、马来西亚和新加坡等部分东南亚国家於2019年3月相繼上映，中國大陸由騰訊視頻引進，於2019年5月1日在杭州動漫節先舉行「應援」觀影，5月8日在騰訊視頻上架雙語版本。台灣於2019年9月27日上映。

## 本作特色
- 本作為「假面騎士Generations」系列的第3彈，也是《平成時代》上映的最後一部《假面騎士系列》劇場版作品。
- 根據《假面騎士ZI-O 補完計劃》EP16.5的内容得知，已成為日本一線演員的佐藤健继2008年上映的《劇場版 再見，假面騎士電王 Final Countdown》后时隔十年再次出演假面骑士[4]，先前东映还一度卖关子；對於自己的「秘密出演」，佐藤健在《TAKETERE》訪談中說明是收到白倉伸一郎的親筆信邀請且被其誠意打動，並提及之前不出演假面骑士是因為沒有收到邀請[5]。
- 東映原本也想邀請在《假面騎士W》飾演「菲利普/園咲來人/假面騎士W」的菅田將暉回來客串，雖然本人確實也有回歸的意願，但由於菅田的行程已經排到兩年後，而桐山漣行程與本作拍攝有衝突，因此作罷；同時在《假面騎士KABUTO》裏飾演主角天道總司的水嶋斐呂也曾表達想要客串的意願，但東映卻沒邀請他過來[6]。
- 飾演《假面騎士顎門》中的主角「津上翔一/澤木哲也/假面騎士顎門」的演員賀集利樹、《假面騎士龍騎》中的主角「戶城真司/假面騎士龍騎」的演員須賀貴匡、《假面騎士Decade》中的主角「門矢士/假面騎士Decade」的演員井上正大、《假面騎士Ghost》中的主角「天空寺尊/假面騎士Ghost」的演員西銘駿，等人亦於此劇中為自己所飾演的角色當面配音[7]。
- 本作的總票房成绩达到15億6000萬日圓，一度成為《假面騎士系列》票房最高的電影作品，還打破了七年前榜首的《假面騎士×假面騎士 Fourze & OOO MOVIE大戰MEGA MAX》15亿1000万的记录[8]，這個紀錄後來在2023年被《新·假面騎士》以全球票房超過1578萬美元所打破。

### 各作品關聯性
- 《假面騎士Build》的時間點位在本篇最終回結束後，戰兔等人生活在外傳《Build NEW WORLD》新世界時所發生的事。
- 白倉伸一郎在Twitter回應觀眾質疑劇場版劇情與《假面騎士ZI-O》本篇劇情銜接問題時提到本作與《假面騎士ZI-O》本篇世界觀毫無關聯[9]。

## 故事概要
致喜愛平成假面騎士的人們。
常磐莊吾與桐生戰兔的世界中，發生了異變。
就像被別人替代一樣，同伴們的記憶逐個地失去了。
而且，在他們面前，超級時劫者泰德出現了。
在他兩旁的另類騎士的強力之手，伸向一位少年信吾。
在守護信吾的戰鬥中，莊吾遇見了一位喜歡假面騎士的少年Ataru(久永當)。
另一方面，獨自挑戰泰德的戰兔，被他洗腦及操控了。
想在強大的敵人面前守護信吾的莊吾
卻被Ataru(久永當)告知了一件事：「假面騎士，只不過是電視節目裏的虛構角色」
他與謎之異魔神風塔羅斯秘密地訂立了契約。
那句話的真正意思究竟是……？
究竟是從何時開始，假面騎士成為了虛構的存在？
在謎團逐漸加深的時候，莊吾與戰兔跟蹤著泰德的身影
來到初代平成假面騎士誕生之地九郎岳之遺蹟。
在你的記憶中，他們還活著嗎？

## 故事背景＆用語
2000年1月29日（2000年代初期（20世紀末（2千紀末）））
本作的關鍵人物之一的久永當生日，也是《假面騎士系列》平成時期首部作品《假面騎士空我》首播的前一天。
而這天同時也是當時還是7歲的久永信吾（也是本作的關鍵人物之一）遭到泰德綁架之日。
扭扭捏捏堂
原文：
於本作中，由於風太洛斯把假面騎士帶到了現實世界，使的常盤順一郎所經營的時鐘店「九時五時堂」變成了普通的下午茶餐廳。
地球圖書館
原文：
原作《假面騎士W》中主角菲利普/園咲來人所持有，在其頭腦中存在的無數知識資料庫之總稱。
在本作中由沃茲進入了該圖書館內，查詢了有關異魔人的資料。
風麵
原作《假面騎士W》中，風都著名的拉麺店，店內拉麵的特色是放了巨大魚板卷薄切片，在本作中莊吾與久永當一同進入了該店內用餐，在中途突然受到了另類W的襲擊。
電車車票
原作《假面騎士電王》中，穿梭時空的必須品，將空白車票放在立約人額前可顯示出意魔人即將前往的時空。
於本作中，在沃茲進入了地球圖書館內，從異魔人的書籍中拿出了該車票給予了莊吾，而莊吾與久永當一同搭乘了時光魔神機，回到西元2000年1月29日，也就是本作關鍵人物久永當出生的那一天。
特異點
原作《假面騎士電王》中，指某些能不受歷史改變所影響的人類。
於本作中登場的野上良太郎/假面騎士電王，車長，以及本作中的關鍵人物久永信吾均為特異點。
九郎岳遺蹟
原文：九郎ヶ岳遺跡 / Kurogatake Ruins
原作《假面騎士空我》中，位於長野山中的一座古代遺跡，遺址內存放著先代空我的雕像，也是初代平成假面騎士的誕生之地。

## 登場人物

### 假面騎士
常磐莊吾（ときわ・ソウゴ）（奥野壯飾）
假面騎士ZI-O的變身者。
在本作因風太洛斯將假面騎士帶到現實世界所以沒有失去身為假面騎士的記憶，與戰兔一同從久永當的對話中暸解到假面騎士為「虛構的存在」。
桐生戰兔（きりゅう・せんと）（犬飼貴丈飾）
假面騎士Build的變身者。
於《假面騎士ZI-O》第1-2話與龍我一同登場，在《假面騎士Build》最終話，在沒有天空之壁的世界中，成了與龍我是唯二保有舊世界記憶的「創世主」，在本作因風太洛斯將假面騎士帶到現實世界所以沒有失去身為假面騎士的記憶，與莊吾一同從久永當的對話中暸解到假面騎士為「虛構的存在」。
天空寺尊（てんくうじ・タケル）（西銘駿聲演）
假面騎士Ghost的變身者。
門矢士（かどや・つかさ）（井上正大聲演）
假面騎士Decade的變身者。
野上良太郎（のがみ・りょうたろう） （佐藤健飾）
在本作中因自身是特異點的關係，沒有失去身為假面騎士電王的記憶、歷史和力量，以U良太郎形態登場。
桃太洛斯（モモタロス）（關俊彥聲演）
假面騎士電王 Sword Form的變身者。
浦太洛斯（ウラタロス）（遊佐浩二聲演）
假面騎士電王 Rod Form的變身者。
金太洛斯（キンタロス）（寺杣昌紀聲演）
假面騎士電王 Ax Form的變身者。
龍太洛斯（リュウタロス）（鈴村健一聲演）
假面騎士電王 Gun Form的變身者。
城戶真司（きどしんじ）（須賀貴匡聲演）
假面騎士龍騎的變身者。
津上翔一/澤木哲也（つがみ・しょういち/さわき・てつや）（賀集利樹聲演）
假面騎士鄂鬥的變身者。
明光院月津（みょうこういん・ゲイツ）（押田岳飾）
假面騎士Geiz的變身者。
萬丈龍我（ばんじょう・りゅうが）（赤楚衛二飾）
假面騎士Cross-Z的變身者。
於《假面騎士ZI-O》第1-2話與戰兔一同登場在《假面騎士Build》最終話，在沒有天空之壁的世界中，成了與戰兔是唯二保有舊世界記憶的「創世主」，在本作由於風太洛斯將假面騎士帶到現實世界所以沒有失去身為假面騎士的記憶。
猿渡一海（さわたり・かずみ）（武田航平飾）
假面騎士Grease的變身者。
在原作《假面騎士Build》戰兔創造的新世界中，失去作為假面騎士的記憶，在本作受到異魔神風太洛斯的力量所保護，使得自己身為假面騎士的記憶不被抹滅。
冰室幻德（ひむろ・げんとく）（水上剣星飾）
假面騎士Rogue的變身者。
在原作《假面騎士Build》戰兔創造的新世界中，失去作為假面騎士的記憶，在本作受到異魔神風太洛斯的力量所保護，使得自己身為假面騎士的記憶不被抹滅。

### 《假面騎士ZI-O》原主要人物
月讀（ツクヨミ）（大幡詩繪理飾）
來自50年後未來的少女。
常磐順一郎（ときわ・じゅんいちろう）（生瀨勝久飾）
常磐莊吾的大叔父。
沃茲（ウォズ）（渡邊圭祐飾）
來自50年後未來的神秘預言者，莊吾的侍從。
小和田（鈴木励和飾）
莊吾的高中同班同學，於本作中由於風太洛斯把假面騎士帶到了現實世界，在看到莊吾與另類電王的對戰，反而對莊吾的表現感到非常驚訝。

### 《假面騎士Build》原主要人物
石動美空（いするぎ・みそら）（高田夏帆飾）
原作《假面騎士Build》戰兔創造的新世界中，擔任咖啡廳nascita服務員

### 《假面騎士W》原主要人物
風麵老闆（風麺マスター）（道木廣志飾）
原作《假面騎士W》中拉麵攤風麵的老闆，在翔太郎離開時所託，把關鍵的W騎士手錶交給在危險時拯救自己的人。

### 《假面騎士電王》原主要人物
車長（オーナー）（石丸謙二郎飾）
原作《假面騎士電王》中，Den-Liner的車長。

### 本作登場人物
久永當（福崎那由他飾）
另類電王的變身者。
喜歡假面騎士的少年，2000年1月29日生，18歲。
被另類W植入了另類手錶，成為了另類電王，最後被假面騎士電王擊敗打回原樣。
久永信吾（Hisanaga Shigo）（齋藤汰鷹飾）
另類究極空我的變身者，久永當的哥哥。
7歲少年，本身是名特異點，因此被泰德派遣另類騎士追擊。
泰德（Teido）（大東駿介飾）
另類空我及另類究極空我的變身者。
有著「超級時劫者」之稱的謎之男子，目的是要將平成假面騎士們從歷史上完全抹去。
到達西元2000年1月29日時來到初代平成假面騎士誕生之地九郎岳遺蹟，使用空白手錶吸收了先代空我的力量製作出了另類空我的手錶，與自己融合，成為了另類空我。
被莊吾的假面騎士ZI-O 空我裝甲型態和戰兔聯手擊敗打回原樣，再度與久永信吾融合成為另類究極空我，最後被眾平成假面騎士一同擊敗。
另類W（伊藤健太郎聲演）
受泰德命令下追擊久永信吾的另類騎士，變身者不明。
最後被假面騎士ZI-O W裝甲型態 給擊敗。
風塔羅斯（滝藤賢一声演）
本作中原創的異魔神，契約者為久永當。
為了阻止泰德帶走身為特異點的信吾來毀滅平成假面騎士的歷史，風塔羅斯與久永當簽訂契約，將假面騎士帶到現實世界。同時風太洛斯利用他的力量維持著戰兔等人的記憶不被抹滅。然而這使得風太洛斯妨礙到泰德的計劃，導致他被另類騎士攻擊。在泰德被歷代平成騎士擊敗之後，風塔羅斯覺得自己完成了契約，於是將自身的祝福留給了久永兄弟，悄悄離開了。
久永信吾的父亲（中川ひろあき飾）
久永信吾的母亲（高田衿奈飾）
久永信吾的雙親。

## 本作限定登場假面騎士/形態

### 假面騎士ZI-O
變身者：常磐莊吾（替身演員：高岩成二、CV：奧野壯）
原文： / Kamen Rider ZI-O

#### 變身模式（Armor Time）
| 形態名稱         | 簡介 | 外觀 | 能力                  | 必殺技 |
| W Armor W裝甲    | 原文： 使用W Ride Watch變身的形態 身高：200.0cm 體重：102.5kg 拳擊力：14.9t 踢擊力：22.5t 跳躍力：34.8m 行動速度：100m / 4.0秒     | 全身以綠、黃、紫、黑、銀色為主，眼部的字眼為ダブル。兩肩分別是W的變身道具「Cyclone」和「Joker」蓋亞記憶體。外型以假面騎士W的CycloneJoker為基礎。 劇場版限定 / 本篇第20話初登場。 | 擁有假面騎士W的力量。 | Maximum Time Break 原文： 該型態所屬的必殺技，名稱呼應假面騎士W的必殺技音效Maximum Drive。 兩肩的裝甲變成人形再配合雙腳形成假面騎士W標誌向敵人使出踢擊。 |
| Kuuga Armor 裝甲 | 原文： 使用Kuuga Ride Watch變身的形態 身高：202.8cm 體重：106.2kg 拳擊力：15.6t 踢擊力：23.5t 跳躍力：39.2m 行動速度：100m / 3.9秒 | 全身以紅、黑、銀色為主，眼部的字眼為クウガ。外型以假面騎士空我的Mighty Form為基礎 劇場版限定 / 本篇第33話初登場。                                                                    | 擁有假面騎士空我的力量。  | Mighty Time Break 原文： 該型態所屬的必殺技，名稱呼應假面騎士空我的必殺技Mighty Kick。                                                                       |

## 平成登場假面騎士
- 假面騎士Zi-O
- 假面騎士Geiz
- 假面騎士Build
- 假面騎士Cross-Z
- 假面騎士Grease
- 假面騎士Rogue
- 假面騎士EX-AID
- 假面騎士Ghost
- 假面騎士Drive
- 假面騎士鎧武
- 假面騎士Wizard
- 假面騎士Fourze
- 假面騎士OOO
- 假面騎士W
- 假面騎士Decade
- 假面騎士Kiva
- 假面騎士電王
- 假面騎士Kabuto
- 假面騎士響鬼
- 假面騎士劍
- 假面騎士555
- 假面騎士龍騎
- 假面騎士顎門
- 假面騎士空我

## 本作登場怪人
有關參考：用語

### Another Rider
| 日本原文名字 | 中文名字     | 英文名字                     | 契約者                                  | 時劫者      | 對應西曆        | 身高    | 體重   | 特色 / 能力                      | 襲擊目標                        | 備註 |
| ------------ | ------------ | ---------------------------- | --------------------------------------- | ----------- | --------------- | ------- | ------ | -------------------------------- | ------------------------------- | --- |
|              | 另類電王     | Another Den-O                | 久永當 （2018年） ↓ 遠藤拓也 （2019年） | 泰德 ↓ 歐拉 | 2007年 ↓ 2019年 | 190.0cm | 87.0kg | 粗暴戰鬥                         | 久永信吾、平成假面騎士 ↓ 電列車 | 擁有假面騎士電王的戰力、技能的怪人。 外觀疑似將假面騎士電王初期型態(劍型態)外觀鬼怪化，以眼睛上長出的兩隻大角為特點，能夠使用另類電列車。 |
|              | 另類W        | Another W （Another Double） | 不明                                    | 泰德        | 2009年 ↓ 2019年 | 195.0cm | 85.0kg | 格鬥 / 風與黑煙的操控 / 能力變化 | 久永信吾、平成假面騎士          | 擁有假面騎士W的戰力、技能的怪人。 外觀疑似將 CycloneCyclone 和 JokerJoker 強制縫合在一起，右半身能進行月神模式的型態轉換。                |
|              | 另類空我     | Another Kuuga                | 泰德 （2068年）                         | 泰德        | 2000年 ↓ 2019年 | 9.23m   | 6.4t   | 火球 / 怪力 / 飛行               | 平成假面騎士                    | 與一般Another Rider不同，擁有巨大化的身形                                                                                                 |
|              | 另類究極空我 | Another Ultimate Kuuga       | 久永信吾和泰德 （2000年）和（2068年）   | 泰德        | 2000年          | 16.0m   | 9.76t  | 破壞光線 / 怪力 / 飛行           | 平成假面騎士                    | 另類空我進化後的狀態，除了全身漆黑之外額外多長兩隻手及一雙大型昆蟲翅膀                                                                    |

### 其他怪人
| 日本原文名字 | 中文名字                              | 英文名字                                       | 原作登場作品              | 變身者 | 身高    | 體重   | 特色 / 能力                | 備註 |
| ------------ | ------------------------------------- | ---------------------------------------------- | ------------------------- | ------ | ------- | ------ | -------------------------- | ---- |
|              | 風塔羅斯                              | Futaros                                        | 本篇原創異魔神            |        | 190.5cm | 96.0kg | 參考異魔神                 |      |
|              | 偽裝摻雜體                            | Masquerade Dopant                              | 假面騎士W （2009年）      |        | cm      | kg     | 下級戰鬥員，參考摻雜體     |      |
|              | 贗品Yummy                             | Yummy                                          | 假面騎士OOO （2010年）    |        | cm      | kg     | 下級怪人，參考Yummy        |      |
|              | 星塵忍者                              | Stardust Ninja Dastard                         | 假面騎士Fourze （2011年） |        | cm      | kg     | 下級戰鬥員，參考星塵忍者   |      |
|              | 食屍鬼                                | Ghoul                                          | 假面騎士Wizard （2012年） |        | cm      | kg     | 下級怪人，參考食屍鬼       |      |
|              | 初級異域者                            | Inves                                          | 假面騎士鎧武 （2013年）   |        | cm      | kg     | 下級怪人，參考初級異域者   |      |
|              | 惡路程式 ( 眼鏡蛇型、蜘蛛型、蝙蝠型 ) | Roidmude ( Cobra Type, Spider Type, Bat Type ) | 假面騎士Drive （2014年）  |        | cm      | kg     | 下級怪人，參考惡路程式     |      |
|              | 動員眼魔                              | Gamma Commando                                 | 假面騎士Ghost （2015年）  |        | cm      | kg     | 下級戰鬥員，參考眼魔指揮官 |      |
|              | 崩源體病毒                            | Burgster Virus                                 | 假面騎士EX-AID （2016年） |        | cm      | kg     | 下級怪人，參考崩源體病毒   |      |
|              | 保衛者                                | Guardian                                       | 假面騎士Build （2017年）  |        | cm      | kg     | 量產形戰鬥機械，參考保衛者 |      |

## 本作登場道具

### 騎士手錶（Ride Watch）
騎士手錶一覽
| 英文名稱 | 日文名稱 | 中文名稱 | 所屬年份 | 能力                                              | 備註 |
| -------- | -------- | -------- | -------- | ------------------------------------------------- | --- |
| W        | ダブル   | W        | 2009     | 轉換形態成WArmor。 可使用假面騎士W的力量。        | ZI-O眼部的字眼為「ダブル」，Geiz為「だぶる」。 啓動音效為「W！」「Memory no Chikara de Tatakau Futari de Hitori no Tantei Rider wa... W da!」 （日文：「ダブル！」「メモリの力で戦う２人で１人の探偵ライダーは... ダブルだ！」；中文：「W！」「使用記憶體的力量戰鬥，二人爲一體的偵探騎士是... W！」） Armor Time的變身音效為「Cyclone! Joker! W!」（日文：「サイクロン！ジョーカー！ダブル！」；中文：「旋風！王牌！W！」） 發動必殺技的音效前綴為「Maximum」（日文：「マキシマム」） 在本作中，風麵老闆受翔太郎委託而轉交給莊吾，而在實現久永當的願望時風太洛斯化為實體，讓莊吾與戰兔從現實世界回到原本的世界，為了調查真相，莊吾再度使用該騎士手錶與戰兔一同回到現實世界。 |
| Kuuga    | クウガ   |          | 2000     | 轉換形態成KuugaArmor。 可使用假面騎士空我的力量。 | ZI-O眼部的字眼為「クウガ」，Geiz為「くうが」。 啓動音效為「Kuuga！」「Kodai no Belt de Chouhenshin! Egao wo Mamoru Rider wa... Kuuga da!」 （日文：「クウガ！」「古代のベルトで超変身！笑顔を守るライダーは... クウガだ！」；中文：「空我！」「使用古代的腰帶超變身！守護笑容的騎士是... 空我！」） Armor Time的變身音效為「(Kuuga's sound effect)! Kuuga!」（日文：「（クウガのサウンドエフェクト）！クウガ！」；中文：「（空我聲效）！空我！」） 發動必殺技的音效前綴為「Mighty」（日文：「マイティ」） 在本作中，月津前往2000年1月29日使用空白手錶吸收先代空我力量後形成，在回到2018年12月後轉交給莊吾用來對付另類空我，但由於本作與本篇是平行時空，所以如何得到此手錶還是未知。       |

異類手錶一覽
| 英文名稱      | 日文名稱       | 中文名稱 | 能力             | 備註                                                        |
| ------------- | -------------- | -------- | ---------------- | ----------------------------------------------------------- |
| Another W     | アナザーW      | 另類W    | 變身成另類W。    |                                                             |
| Another Den-O | アナザー電王   | 另類電王 | 變身成另類電王。 | 在本作中，由另類W將該手錶植入了久永當的體內。               |
| Another Kuuga | アナザークウガ | 另類空我 | 變身成另類空我。 | 在本作中，由泰德在2000年1月29日吸收先代空我的力量製作而成。 |

### 另類電列車（アナザーデンライナー，Another）
長度：27.35m（1號車） / 25.0m（2號車以後）
寬度：3.38m（全車）
高度：4.48m（1號車） / 3.65m（2號車以後）
特色 / 能力：時間移動
異類電王的專屬列車，也是泰德和異類W等怪人的大本營，即「電列車 - 業火」的魔化版本。
於2000年1月29日的時空中，擄走久永信吾後就一路通往常磐莊吾等人所在（2018年12月）的時空，最後墜向陸地後爆炸，所幸泰德等人及時逃出。

## 樂曲
主題曲「仮面ライダー平成ジェネレーションズFOREVER メドレーD.A. RE-BUILD MIX」
編曲 - 淺倉大介

## 製作人員
- 原作 - 石之森章太郎
- 監督 - 山口恭平
- 設計（怪人） - 出渕裕

## 外部連結
- 官方網站（页面存档备份，存于）
- YouTube上的『平成仮面ライダー20作記念　仮面ライダー平成ジェネレーションズ FOREVER』本予告映像
- 互联网电影数据库（IMDb）上《幪面超人平成》的资料（英文）